# 243516 Marklarsen
243516 Marklarsen este un asteroid din centura principală de asteroizi.

## Descriere
243516 Marklarsen este un asteroid din centura principală de asteroizi. A fost descoperit pe 6 februarie 2010 în Statele Unite, în cadrul programului WISE. Asteroidul prezintă o orbită caracterizată de o semiaxă mare de 2,76 ua, o excentricitate de 0,14 și o înclinație de 9,0° în raport cu ecliptica.